# Erdal Öztürk
Erdal Öztürk (Berlin, 1996. február 7. –) német-török származású német korosztályos válogatott és török korosztályos válogatott labdarúgó, aki jelenleg a Bayern München II játékosa.

## Pályafutása
Fiatalon a PSV Freiburg csapatánál nevelkedett, majd 2009-ben a Freiburg akadémiájához csatlakozott. 2015. augusztus 14-én debütált a TSG Hoffenheim II csapatában az FC 08 Homburg elleni negyedosztályú mérkőzésen. 2016 nyarán csatlakozott a Bayern München II együtteséhez. Július 17-én az FV Illertissen ellen mutatkozott be új klubjában. A felnőtt keretben a Manchester City elleni felkészülési mérkőzésen David Alaba cseréjeként lépett pályára a második félidőben, egy szép távoli lövéssel szerzett gólt, amely irányt változtatott a City egyik védőjének lábán. Tét mérkőzésen először a német kupában a Carl Zeiss Jena elleni mérkőzésen ülhetett le a kispadra, a bajnokságban pedig az SV Werder Bremen ellen.
A német U19-es labdarúgó-válogatott tagjaként részt vett a 2015-ös U19-es labdarúgó-Európa-bajnokságon. Mind a három csoportmérkőzésen néhány percet kapott.

## Statisztika
2017. január 6. szerint.
| Klub              | Szezon   | Bajnokság | Bajnokság | Kupa  | Kupa | Nemzetközi | Nemzetközi | Összesen | Összesen |
| Klub              | Szezon   | Mérk.     | Gól       | Mérk. | Gól  | Mérk.      | Gól        | Mérk.    | Gól      |
| ----------------- | -------- | --------- | --------- | ----- | ---- | ---------- | ---------- | -------- | -------- |
| TSG Hoffenheim II | 2014-15  | 0         | 0         | 0     | 0    | -          | -          | 0        | 0        |
| TSG Hoffenheim II | 2015-16  | 12        | 0         | 0     | 0    | -          | -          | 12       | 0        |
| TSG Hoffenheim II | Összesen | 12        | 0         | 0     | 0    | 0          | 0          | 12       | 0        |
| Bayern München II | 2016-17  | 16        | 1         | 0     | 0    | -          | -          | 16       | 1        |
| Bayern München II | Összesen | 16        | 1         | 0     | 0    | 0          | 0          | 16       | 1        |
| Bayern München    | 2016-17  | 0         | 0         | 0     | 0    | -          | -          | 0        | 0        |
| Bayern München    | Összesen | 0         | 0         | 0     | 0    | 0          | 0          | 0        | 0        |
| Összesen          | Összesen | 28        | 1         | 0     | 0    | 0          | 0          | 28       | 1        |